# 弗朗切斯科·科苏
弗朗切斯科·科苏（義大利語：Francesco Cossu，1907年1月11日—？），意大利男子赛艇运动员。他曾代表意大利参加1932年夏季奥林匹克运动会赛艇比赛，获得男子四人单桨无舵手铜牌。